# Partinjski potok
Partínjski potok (tudi Partinjščak) je levi pritok Pesnice pri vasi Lormanje v severnem delu Slovenskih goric. Kot neznaten potoček izvira na travniku v plitvi dolinici v severnem delu razloženega naselja Zgornje Partinje in teče proti jugu skozi Spodnje Partinje in pri Zamarkovi vstopi v širšo Pesniško dolino. Od pomurske avtoceste naprej je speljan po umetni strugi v jezero Komarnik, ki mu dovaja večino vode, na jugozahodnem koncu jezera pa presežek vode odteka po umetni strugi naprej v Pesnico. V preteklosti se je potok stekal naravnost v Pesnico, na njem je bil nekaj pred izlivom tudi eden od ribnikov v lasti gradu Hrastovec.
Zaradi majhnega strmca in ilovnatih prsti je bilo dolinsko dno ob potoku nekoč mokrotno in v travnikih, v spodnjem delu pa so pred leti izvedli melioracije dolinskega dna in tam segajo njivske površine vse do potoka. Kljub temu se je na precejšnjem delu potoka ohranila naravna struga, na nekaterih odsekih je tudi obraščena z gostim obvodnim rastjem, v spodnjem toku pa teče po povsem umetni strugi. Večino časa ima potok malo vode in poleti niti ne doseže jezera, ki zaradi tega proti koncu poletja pogosto presahne.
Po popisu iz leta 1840 so na Partinjskem potoku obratovali štirje mlini na vodo, vsak s po dvema kamnoma.